# Makuciszki
Makuciszki (lit. Makutiškės) – wieś na Litwie, w okręgu wileńskim, w rejonie wileńskim, w gminie Miedniki Królewskie.

## Historia
W XIX i w początkach XX w. położone były w Rosji, w guberni wileńskiej, w powiecie wileńskim. Po I wojnie światowej pod administracją polską, w Zarządzie Cywilnym Ziem Wschodnich. W latach 1920–1922 w składzie Litwy Środkowej.
Od 11 kwietnia 1922 leżały w Polsce, w województwie wileńskim, w powiecie wileńsko-trockim, w gminie Turgiele. W 1931 miejscowość liczyła 72 mieszkańców, zamieszkałych w 13 budynkach.
Po II wojnie światowej w granicach Związku Sowieckiego. Od 1991 na niepodległej Litwie.